# Antonella Sudasassi Furniss
Antonella Sudasassi Furniss (ur. 1986 w San José) – kostarykańska reżyserka i scenarzystka filmowa pochodzenia włoskiego.
Studiowała medioznawstwo i produkcję wizualną na Uniwersytecie Kostarykańskim. Jej dwa pierwsze filmy fabularne, Przebudzenie (2019) i Wspomnienia płonącego ciała (2024), prezentowane były premierowo na MFF w Berlinie, odpowiednio w ramach sekcji „Forum” i „Panorama”. Obydwa obrazy poświęcone były kobiecej seksualności i reprezentowały Kostarykę w wyścigu o Oscara dla najlepszego filmu nieanglojęzycznego. Żaden z nich ostatecznie nie otrzymał nominacji.